# أنطونيو باس
أنطونيو باس (بالإنجليزية: Antonio Bass)‏ هو لاعب كرة قدم أمريكية أمريكي، ولد في 4 أغسطس 1987 في ألباني في الولايات المتحدة.